# Bernhard Fuchs (Fußballspieler)
Bernhard „Bernd“ Fuchs (* 10. November 1922 in Siegelbach, heute zu Kaiserslautern; † 1. September 2016) war ein deutscher Fußballspieler. 1951 wurde er Deutscher Meister mit dem 1. FC Kaiserslautern.

## Leben
Bevor Bernhard Fuchs 1949 zum 1. FC Kaiserslautern kam, hatte er zusammen mit Otto Render, der auch sein Mitspieler beim FCK war, in seinem Heimatort Siegelbach Fußball gespielt. 1951 wurde er mit dem 1. FC Kaiserslautern deutscher Meister. Im Endspiel bekleidete Fuchs die Position des Vorstoppers. Preußen Münster mit dem gefürchteten „Hunderttausend-Mark-Sturm“ wurde mit 2:1 besiegt. Fuchs spielte auch auf der Position des linken Läufers. In seiner letzten Saison 1952/53 war er mit 18 Einsätzen noch einmal an der Südwestmeisterschaft beteiligt, in der Endrunde stand er nicht mehr im Kader.
Zusammen mit der Fußballmeisterschaftsmannschaft des FCK erhielt er 1951 von Bundespräsident Theodor Heuß das Silberne Lorbeerblatt.
Neben dem Fußball arbeitete Fuchs zu dieser Zeit im Ausbesserungswerk Kaiserslautern, wo er Schweißarbeiten an Aluminium durchführte. Diese Tätigkeit löste starkes Asthma bei ihm aus, sodass er konditionell nicht mehr mithalten konnte und sein Vertrag 1953 nicht mehr verlängert wurde. Danach war er noch einige Jahre als Trainer im Amateurbereich tätig.